# Verticordia acerosa
Verticordia acerosa là một loài thực vật có hoa trong Họ Đào kim nương. Loài này được Lindl. miêu tả khoa học đầu tiên năm 1839.